# Metropol EuroNight
A Metropol EuroNight egy a MÁV, a ŽSSK, a ČD és a PKP Intercity, valamint a Deutsche Bahn által közlekedtetett EuroNight vonat (vonatszám: EN 476-477), amely Budapest–Nyugati és Prága állomások között, Pozsony érintésével közlekedik. Közvetlen kocsikkal Krakkó és Varsó, valamint Berlin Hauptbahnhof is elérhető a vonattal. Naponta egy-egy pár közlekedik, a szerelvény egy cseh (Prága) , egy lengyel (Varsó) , és 2 magyar (Břeclav+Berlin Hbf.) stokkal közlekedik.

## Története
A Metropol vonat 1965-ben indult el Berlin és Budapest között, egyes időszakokban hosszabb útvonalon Rostockig, vagy rövidebb útvonalon Drezdáig járt. A különböző útvonal-módosítások után 2008 decemberében EuroNight minőségben indult újra a Metropol eredeti útvonalán, ekkor már közvetlen kocsikkal Krakkó és Varsó is elérhető volt Budapest felől.
2016. december 11-étől nem állt meg Szob állomáson.
A 2017–2018-as menetrendváltástól csak Budapest és Prága között közlekedik, illetve megáll Přelouč és Praha-Libeň állomásokon is, az utolsó teljes vonalas szerelvény 2017. december 9-én indult a berlini főpályaudvarról Budapest-Keleti pályaudvarra.
2018. december 9-étől újraindult a berlini közvetlen kocsi, de már Lengyelországon keresztül közlekedik.
A koronavírus-járvány miatt 2020. március 12-étől szünetelt. Habár a nemzetközi vonatközlekedés július 1-jével megindult, a Dömösi átkelésnél történt földcsuszamlás miatt a Metropol csak július 13-án indult újra. Ősztől csak Břeclavig járt, egyre kevesebb kocsival, míg 2021. február 26-ától újra szünetel. 2021. május 1-jétől újra Břeclavig közlekedik.
A 2021–22-es menetrendváltással a vonat magyarországi végállomása december 12-én Budapest–Keleti helyett Budapest–Nyugati lett.

## Vonatösszeállítás
A vonatot általában a České dráhy 380-as vagy a ŽSSK 350-es váltakozó áramnemű mozdonya vontatja.
A kiállított kocsik között találhatóak ülőkocsik, fekvőhelyes kocsik, valamint korszerű hálókocsik is. Mindegyik kocsi alkalmas a 200 km/h sebességre és klimatizáltak. Az első osztályú kocsik magyar és lengyel tulajdonúak, a másodosztályúak lengyel, magyar, szlovák és cseh. A szlovák kocsiban étkezőrész is található.

## Útvonala
- Budapest-Nyugati
- Vác
- Párkány (SK)
- Érsekújvár
- Pozsony
- Jókút
- Břeclav (CZ) – Břeclav állomásról közvetlen kocsikkal továbbközlekedik Krakkó, Varsó és Berlin felé
- Brno hl.n.
- Pardubice
- Přelouč
- Kolín
- Praha-Libeň
- Praha hl.n.